# Jezek-Gletscher
Der Jezek-Gletscher ist ein Gletscher im ostantarktischen Viktorialand. In der Royal Society Range fließt er von der Südostflanke des Platform Spur in nordöstlicher Richtung zum Emmanuel-Gletscher.
Das Advisory Committee on Antarctic Names benannte ihn 1992 nach dem US-amerikanischen Geophysiker Kenneth C. Jezek, der von 1983 bis 1989 am Cold Regions Research and Engineering Laboratory und für die National Oceanic and Atmospheric Administration tätig war, dabei in mehreren Kampagnen vor Ort Studien des antarktischen Eisschilds und des Meereises in den Gebieten des Dome Charlie, des Ross-Schelfeises und des Weddell-Meers durchführte und ab 1989 am Byrd Polar Research Center der Ohio State University arbeitete.